# كودزو
الكوزو (بالإنجليزية: KUDZU)‏ و(باليابانية : 葛)
الكودزو يأتي من الجذور العميقة للشجيرات البرية التي تنمو في جنوب اليابان ,وقد جرت العادة على استخدامه لإعطاء الصلصات وحلوى البودينغ وباقي الاطباق الأخرى قواما غليظاً.

## الأنواع والاستخدامات
يتوافر على شكل مسحوق في متاجر الاطعمة الطبيعية ,كما يمكن استخدامه كبديل عن نشاء الذرة وبياض البيض وباقي المواد التي تستعمل لإعطاء الاطعمة قواماً غليظا.

## فوائده
يتميز نبات الكوزو بانه يزود الجسم بالطاقة المتوازنة الهادئة.كما يساعد على استقرار درجة حرارة الجسم والانشطة الحيوية، نظرا لخصائص التعادل بين الاحماض والقلويات التي يتميز بها، وباعتباره مسكنا للالاٌم فإنه أحد العوامل الأساسية للكثير من الاسعافات المنزلية مثل مشروب الأوم.شو.كوزو الذي يساعد على الهضم وتخزين الطاقة.

## السعرات الحرارية
السعرات الحرارية الموجودة في 100 غ من الكوزو =347 سعرة حرارة.

## المصدر
- طعام المايكروبيوتك الموسع لمريم نور وكمال مزوق (بتصرف).